# Andebol do Sport Lisboa e Benfica
A equipa sénior de andebol do Sport Lisboa e Benfica disputa o campeonato principal da modalidade em Portugal. Apesar de ser das modalidades mais antigas do clube, a secção teve altos e baixos, retomando a competição no mandato do presidente Luís Filipe Vieira.

## Palmarés sénior (primeiro escalão)

### Competições nacionais[2]
| Competição          | Títulos | Épocas/Anos                                                   |
| ------------------- | ------- | ------------------------------------------------------------- |
| Campeonato Nacional | 7       | 1961/62, 1974/75, 1981/82, 1982/83, 1988/89, 1989/90, 2007/08 |
| Taça de Portugal    | 6       | 1984/85, 1985/86, 1986/87, 2010/11, 2015/16, 2017/2018        |
| Taça da Liga        | 3       | 1995/96, 2005/06, 2008/09                                     |
| Supertaça Nacional  | 8       | 1989, 1993, 2010, 2012, 2016, 2018, 2022, 2023                |

### Competições internacionais[2]
| Competição    | Títulos | Épocas/Anos |
| ------------- | ------- | ----------- |
| Liga Europeia | 1       | 2021/22     |

## Treinadores notáveis
- Eugen Trofin (1989–1991)

## Palmarés sénior feminino (primeiro escalão)

### Competições nacionais
| Competição          | Títulos | Épocas/Anos                                                                                       |
| ------------------- | ------- | ------------------------------------------------------------------------------------------------- |
| Campeonato Nacional | 11      | 1983/84, 1985/86, 1986/87, 1988/89, 1989/90, 1991/92, 1992/93, 2021/22, 2022/23, 2023/24, 2024/25 |
| Taça de Portugal    | 9       | 1984/85, 1985/86, 1986/87, 1987/88, 1988/89, 1991/92, 2021/22, 2022/23, 2024/25                   |
| Supertaça Nacional  | 4       | 1990, 1992, 2022, 2023                                                                            |